# Euhuascaraya atra
Euhuascaraya atra là một loài ruồi trong họ Tachinidae.